# فقدان السمع مع المتلازمات القحفية الوجهية
فقدان السمع مع المتلازمات القحفية الوجهية أمر شائع. تتضمن العديد من هذه الاضطرابات المتعددة الأورام تشوهات هيكلية في الأذن الخارجية أو الأذن الوسطى ، مما يزيد من احتمالية حدوث فقدران كبير فالسمع.

## متلازمة تريشر كولينز
غالبًا ما يعاني الأفراد المصابون بمتلازمة تريشر كولينز من الحنك المشقوق وفقدان السمع ، بالإضافة إلى إعاقات أخرى. غالبًا ما يكون فقدان السمع ثانويًا إلى الأذنين الغائبين أو الصغيرة أو التي تكونت بشكل غير عادي ( صيوان الأذن ) وينتج عادةً عن تشوهات الأذن الوسطى . وقد وجد الباحثون أن معظم المرضى الذين يعانون من متلازمة تريتشر كولينز يكون متماثل الأذن الخارجية تشوهات القناة وتشوه بشكل متناظر أو غائبة العظيمات في الأذن الوسطى الفضاء. هيكل الأذن الداخلية طبيعي إلى حد كبير. يُظهر معظم المرضى ضعف سمعي معتدل أو أكثر ، ونوع فقدان السمع بشكل عام هو فقدان سمع توصيلي . يعاني المرضى المصابون بمتلازمة تريشر كولينز من فقدان سمعي مماثل لتلك التي يعاني منها المرضى الذين يعانون من عظام مشوهة أو مفقودة (Pron et al. ، 1993).

## تسلسل بيير روبن
الأشخاص الذين يعانون من تسلسل بيير روبن (PRS) أكثر عرضة للإصابة بضعف السمع من الأشخاص الذين يعانون من الشفة المشقوقة أو الحنك دون PRS. أظهرت إحدى الدراسات أن متوسط فقدان السمع 83٪ في ال PRS ، مقارنة بـ 60٪ لدى الأفراد المشقوقين بدون PRS. وبالمثل ، يُظهر الأفراد الذين يعانون من مشاكل في الضغط النفسي عادةً ضعف سمع موصل وثنائي يكون بدرجة أكبر في الدرجة مقارنة بالأفراد المشقوقين الذين لا يعانون من مشاكل في الأذن. يظهر انصباب الأذن الوسطى بشكل عام ، بدون تشوهات في الأذن الوسطى أو الأذن الداخلية. وفقًا لذلك ، فإن الإدارة عن طريق أنابيب الأذن ( أنابيب بضع العضل ) غالبًا ما تكون فعالة وقد تعيد المستويات الطبيعية للسمع (Handzic et al. ، 1995).

## متلازمة ستكلر
يعتبر فقدان السمع الأكثر شيوعًا لدى مرضى متلازمة ستيكلر هو فقدان السمع الحسي العصبي ، مما يشير إلى أن مصدر العجز يكمن في الأذن الداخلية أو العصب الدهليزي القوقعي أو مراكز المعالجة في الدماغ. وجد سيزموكو بينت أن فقدان السمع الكلي في النوع متلازمة I Stickler خفيفة بشكل عام وليست تقدمية بشكل ملحوظ. يعتبر فقدان السمع أكثر شيوعًا في الترددات الأعلى ، من حوالي 4000-8000 هرتز (Szymko-Bennett وآخرون ، 2001). هذا الخسارة الحسية العصبية التدريجية بشكل معتدل ، أو الخسائر الأكثر أهمية (المرتبطة بالأنواع متلازمة ستيكلرالثانية والثالثة) موجودة في حوالي 80٪ من مرضى متلازمة ستكلر. ومع ذلك ، فإن المرضى الآخرين أيضًا عرضة للخسائر التوصيلية ، على غرار مرضى الشق غير المتلازمي (Peterson-Falzone et al. ، 2001).

## متلازمة ابيرت
يعاني المرضى الذين يعانون من متلازمة ابيرت من ارتفاع معدل حدوث أمراض الأذن الوسطى والتهاب الأذن الوسطى وفقدان السمع التوصيلي (Perterson-Fazone et al. ، 2001). كثيرًا ما يُلاحظ ضعف السمع التوصيلي في هذه الفئة من السكان، يعود السبب تقريبا لمرض الأذن الوسطى المستمر (Gould et al. ، 1982). علاوة على ذلك ، تم وصف تشوهات الأذن الداخلية في متلازمة Apert ، مثل توسع الدهليز ، والقنوات نصف الدائرية لخلل التنسج والتشوهات القوقعية (Zhou G et al. Otol Neurotol. 2009 فبراير ؛ 30 (2): 184-9)

## متلازمة كروزون
المرضى الذين يعانون من متلازمة كروزون تظهر أحيانا تشوهات الأذن الخارجية و / أو الأذن الوسطى، مثل سوء المحاذاة من الصيوان (بيترسون-Falzone وآخرون، 2001). وقد اقترح الأدب أن الأشخاص الذين يعانون من متلازمة كروزون وعادة ما يكون فقدان موصل السمع الناجم عن انصباب الأذن الوسطى (أو السوائل في الأذن الوسطى) وثقب لتثبيت عظيمي ( العظيمات )، الجماهير عظمي داخل الطبلة ( الغشاء الطبلي )، الشذوذ عظيمي وإغلاق البيضاوي نافذة . تم الإبلاغ أيضًا عن مرضى يعانون من ضعف السمع الحسي العصبي ولكن احتمالية حدوثه أقل.

## متلازمة فايفر
يُلاحظ ضعف السمع التوصيلي إلى جانب مرض الأذن الوسطى بشكل شائع في مرضى متلازمة فايفر. على الرغم من وجود تقارير عن ضعف السمع المختلط أيضًا. يحدث فقدان السمع عادةً بسبب تضيق أو رتق القناة السمعية ونقص تنسج الأذن الوسطى ونقص تنسج العظام (Vallino-Napoli ، 1996).

## متلازمة انحراف الأصابع - خلل التنسج الجلدي - الشق
تم الإبلاغ عن فقدان السمع التوصيلي من قبل العديد من المصابين بمتلازمة خلل التنسج الخارجي - الشق (EEC) مع الحنك المشقوق (Perterson-Falzone ، 2001).

## متلازمة Saethre – Chotzen
في متلازمة Saethre – Chotzen ، قد تكون الأذنان منخفضة ، وتدوران مؤخرًا ، ولديهما تشوهات طفيفة أخرى ، وقد يكون هناك ضعف سمع توصيلي أو ضعف سمع مختلط (Perterson-Falszone ، 2001). يمكن أن يحدث فقدان السمع في هذه المجموعة أيضًا بسبب مرض الأذن الوسطى عند وجود الحنك المشقوق.

## متلازمة فيلوكارديو الوجه
يعاني حوالي 70 ٪ من الأفراد المصابين بالمتلازمة السريعة للقلب (VCFS) من تشوهات صغيرة في الأذن أو تشوهات في الأذن. في هذه المتلازمة ، تكون الأذنين عادةً منخفضة ودوران للخلف. بالإضافة إلى التشوهات الخارجية ، يكون الأفراد المصابون بـ VCFS أكثر عرضة للإصابة بالتهاب الأذن الوسطى بسبب وجود شق أو أي شكل آخر من أشكال القصور البلعومي . يكون فقدان السمع المرتبط بـ VCFS موصلاً عند وجود التهاب الأذن الوسطى (Peterson-Falzone et al. ، 2001). هناك أيضًا تقارير متفرقة عن ضعف السمع الحسي العصبي وفقدان السمع المختلط. من بين الأفراد الذين يعانون من VCFS والذين يعانون من ضعف السمع ، كان 11٪ فقط يعانون من فقدان حسي عصبي و 5٪ فقد مختلط (Reyes et al. ، 1999).

## ميكروسوميا نصفي
غالبًا ما يعاني الأفراد المصابون بميكروسوميا نصفي الوجه ، والذي يُطلق عليهم أيضًا الطيف العيني الفقاري ، من تشوهات الأذن. يمكن أن تكون هذه التشوهات في شكل حفر أذن أمام الأذن ، وغياب كامل للأذن ، وتضيق أو رتق القناة السمعية الخارجية ، وتشوهات عظمي ، وتشوهات في الأذن الوسطى ، وهواء غير كامل للعظم الصدغي. راهبار وجد أن 95٪ من الأفراد المصابين بهذه المتلازمة يعانون من تشوه في الأذن من نوع ما. بالإضافة إلى تشوهات الأذن ، يمكن أن يكون فقدان السمع التوصيلي موجودًا ، وعادة ما يتراوح من خفيف إلى شديد. تم الإبلاغ أيضًا عن حالات إصابة قوقعة الأذن وفقدان السمع الحسي العصبي . راهبار وجد أن 86٪ من المرضى المصابين بميكروسوميا نصف الوجه يعانون من ضعف السمع التوصيلي و 10٪ يعانون من ضعف السمع الحسي العصبي. لا توجد علاقة بين شدة سمات التشوه ودرجة فقدان السمع ، مما يعني أن الأفراد الذين يعانون من تشوهات خفيفة يمكن أن يعانون من ضعف شديد في السمع.

## متلازمة ناغر
عادة ما يعاني الأفراد المصابون بمتلازمة ناغر من تشوهات في الأذن والقناة السمعية الخارجية والأذن الوسطى ، بما في ذلك العظم . تم العثور على هذه التشوهات في 80٪ من الأفراد المصابين بمتلازمة ناغر. ومع ذلك ، لا تظهر عادة تشوهات الأذن الداخلية في هذه الفئة من السكان. مرض الأذن الوسطى شائع بين الأفراد المصابين بمتلازمة ناغر. يمكن أن يؤدي التهاب الأذن الوسطى المزمن وتشوه قناة استاكيوس إلى فقدان السمع التوصيلي . لهذا السبب ، يعد الاكتشاف المبكر لأمراض الأذن الوسطى وعلاجها أمرًا بالغ الأهمية في هذه الفئة من السكان. فقدان السمع الحسي العصبي ليس سمة نموذجية لمتلازمة ناغر. ومع ذلك ، فإن مجموعة فرعية من الأفراد يعانون من ضعف السمع المختلط ، بسبب مكون حسي عصبي تدريجي مقترن بفقدان السمع التوصيلي النموذجي (Herrman et al. ، 2005).